# Huang Ming (actor)
Huang You Ming (chino simplificado: 黄宥明), más conocido como Huang Ming (黄明), es un actor chino.

## Biografía
Estudió en la Beijing Film Academy.

## Carrera
El 5 de abril de 2008 apareció como invitado en el programa Happy Camp junto a Phoenix Legend, Xiong Yueying, Zhang Junning y Zhou Yiwei.
En abril del 2014 se unió al elenco principal de la serie Perfect Couple donde interpretó al doctor Gu Chang Feng, un médico que es serio en su trabajo, pero carece de la capacidad para ello. Es buen amigo de Jin Yuan Bao (Wallace Huo).
El 8 de julio del mismo año se unió al elenco principal de la serie Boss & Me (杉衫来了) donde dio vida a Zheng Qi, el mejor amigo de Feng Teng (Hans Zhang), hasta el final de la serie el 22 de julio del mismo año.
Ese mismo año realizó una aparición especial en la serie The Romance of the Condor Heroes donde interpretó a Long Jiu.
En febrero del 2015 se unió al elenco principal de la serie Legend of Fragrance donde dio vida a Wen Shi Xuan, el segundo joven maestro de la familia Wen y el segundo "Mo Wang".
Ese mismo año realizó una aparición especial en la serie The Four donde interpretó a Du, un hombre que se enamora de la Princesa Imperial Ziluo (Jiang Yuchen), sin embargo ella sólo lo usa como un peón para poner celoso a Zhui Ming (William Chan).
También se unió al elenco recurrente de la serie The Lost Tomb donde dio vida al Rey Lu Shang. 
En el 2016 se unió al elenco de la serie The Legend of Flying Daggers donde interpretó a Li Zheng, el hermano menor de Li Huai (Hawick Lau).
En febrero del 2017 se unió al elenco principal de la primera temporada de la serie The Starry Night, The Starry Sea donde dio vida a Jiang Yisheng, el mejor amigo de Shen Luo (Bea Hayden), quien tiene una enfermedad mental hereditaria. 
En enero del 2018 apareció como invitado en la serie To Love, To Heal donde interpretó a Yu Jinglan, el fallecido novio de Xiao Shuiguang (Li Xirui).
El 3 de junio del mismo año se unió al elenco principal de la serie Marriage Adventures donde dio vida a Wu Gong, un hombre que junto a su esposa Jiang Li (Han Xue) deben de superar los obstáculos que la vida les pone en su matrimonio, hasta el final de la serie el 23 de julio del mismo año.
En junio del mismo año se unió al elenco recurrente de la serie Legend of Fuyao donde interpretó a Yan Jingchen (燕惊尘), uno de los discípulos más antiguos de la secta Xuanyuan. Yan Jingchen es el primer amor de Fuyao (Yang Mi), sin embargo se ve obligado a dejarla y casarse con Pei Yuan (Li Yixiao) debido a los deseos de su padre Yan Lie (Li Hongtao), a pesar de seguir amando a Fuyao.
En agosto del mismo año se unió al elenco recurrente de la serie Ruyi's Royal Love in the Palace donde dio vida a Li Yu, el asistente adjunto del palacio de Yangxin y el eunuco de Qianlong.
En agosto del 2020 se unió al elenco recurrente de la serie Love and Redemption donde interpretó a Wu Tong.
En el 2021 se uniría al elenco de la serie A Tale of the Wanderers (también conocida como "Faraway Wanderers" (天涯客)) donde dará a Ye Baiyi.

## Filmografía

### Series de televisión
| Año             | Título                                 | Personaje                 | Notas        |
| --------------- | -------------------------------------- | ------------------------- | ------------ |
| 2021 - presente | Song of Youth                          | -                         |              |
| 2021 - presente | Blooming Days                          | Lu Beiyi                  |              |
| 2021 - presente | A Tale of the Wanderers                | Ye Baiyi                  |              |
| 2021 - presente | Gentlemen Attention Please             | Li Jiesen                 |              |
| 2020            | The Promise of Chang’an                | Situ Gun                  |              |
| 2020            | Love and Redemption                    | Wu Tong                   |              |
| 2020            | Out of the Virtual World               | Yue Lingyun               | 32 episodios |
| 2019            | We Are Young                           | Su Yang                   | 29 episodios |
| 2019            | You Are My Family                      | -                         |              |
| 2018            | The Story of Ming Lan                  | Yuan Wenchen              |              |
| 2018            | The King of Blaze                      | Shang Xuan                |              |
| 2018            | Ruyi's Royal Love in the Palace        | Li Yu                     | 74 episodios |
| 2018            | Legend of Fuyao                        | Yan Jingchen              |              |
| 2018            | Marriage Adventures                    | Wu Gong                   | 40 episodios |
| 2018            | To Love, To Heal                       | Yu Jinglan                |              |
| 2017            | The Starry Night, The Starry Sea       | Jiang Yi Sheng            | 29 episodios |
| 2016            | The Legend of Flying Daggers           | Li Zheng                  |              |
| 2016            | A Detective Housewife                  | Ding Da Li                |              |
| 2015            | The Lost Tomb                          | Lord Lu Shang             |              |
| 2015            | The Four                               | Príncipe Du               |              |
| 2015            | The World of Love                      | Feng Xun                  |              |
| 2015            | Legend of Fragrance                    | Wen Shi Xuan              |              |
| 2014            | The Romance of the Condor Heroes       | Long Jiu                  |              |
| 2014            | Cosmetology High                       | A Qi                      | ep. #5       |
| 2014            | Boss & Me                              | Zheng Qi                  |              |
| 2014            | Scarlet Heart 2                        | Kang Zhen Tian (de joven) |              |
| 2014            | Perfect Couple                         | Dr. Gu Chang Feng         |              |
| 2013            | Ni Shi Wo De Qin Ren                   | -                         |              |
| 2013            | The Left Hand Right Hand Loving Family | -                         |              |
| 2013            | Lin Ju Ye Feng Kuang                   | -                         |              |
| 2011            | Sea Mother                             | -                         |              |
| 2010            | Sunflower Blooming Sound               | -                         |              |
| 2010            | Li Ai                                  | -                         |              |
| 2010            | King of Games                          | -                         |              |
| 2009            | Youth in Flames of War                 | -                         |              |
| 2008            | To Forgive                             | -                         |              |
| 2008            | Women's Flowers                        | -                         |              |
| 2007            | Top Secret Escort                      | -                         |              |
| 2006            | River Flows Like Blood                 | Lu Bao Liang              |              |

### Películas
| Año  | Título                            | Personaje    | Notas                                                                           |
| ---- | --------------------------------- | ------------ | ------------------------------------------------------------------------------- |
| 2016 | For Love                          | Cao Wen      | junto a Li Fei Er y León Jay Williams                                           |
| 2015 | Tales of Mystery                  | Yang Shuo    | junto a Aarif Rahman, Janice Man, Lu Yu Lai, Zhu Zhu y Helena Law               |
| 2015 | Ai, Hen Rong Yi                   | -            |                                                                                 |
| 2013 | So Young                          | Zhao Shiyong | junto a Han Geng, Yang Zishan, Mark Chao, Jiang Shuying, Bao Bei'er y Zheng Kai |
| 2013 | Green Lemon                       | -            | junto a Zhang Zheng, Xiao Hu, Cheng Qianhua, Chen Hanbo y Cai Guiqing           |
| 2011 | August Window                     | -            |                                                                                 |
| 2010 | After 80s                         | -            | junto a Alice Liu, Leo Wu, Tao Shuai, Yi Na, Wu Wenjia y Tie Zheng              |
| 2009 | AA Marriage Diary                 | -            |                                                                                 |
| 2009 | Heaven Eternal, Earth Everlasting | Yuan Ming    | junto a Wang Zi Yi, Zhao Yue, Huang Neil y Huang Shuo Wen                       |
| 2006 | Sunflower Seeds                   | Zhou Wu      | junto a Yang Yitong, Wang Ting, Xu Seng, Feng Bo y Tong Liya                    |

### Documentales
| Año  | Título                                                                  | Notas                  |
| ---- | ----------------------------------------------------------------------- | ---------------------- |
| 2016 | How to Let Go of the World and Love All the Things Climate Can't Change |                        |
| 2011 | Nova                                                                    | episodio "Power Surge" |

### Programas de televisión
| Año        | Título                                                      | Notas                   |
| ---------- | ----------------------------------------------------------- | ----------------------- |
| 2019       | Actors Please Take Your Place - Acting Age - 14 to 15 Years | miembro                 |
| 2018       | The Chamber of Secrets Escape                               | (ep. #1-7, 9) - miembro |
| 2015       | Real Hero                                                   | invitado                |
| 2008, 2015 | Happy Camp                                                  | invitado                |

## Discografía

### Otras canciones
| Año  | Canción                 | Álbum                                                  | Notas                                                                                            |
| ---- | ----------------------- | ------------------------------------------------------ | ------------------------------------------------------------------------------------------------ |
| 2020 | -                       | Lanzado por China Federation of Literary & Art Circles | (Canción y mensajes para apoyar a quienes luchan contra el coronavirus) - junto a otros artistas |
| 2020 | Our Hearts Are Together | Lanzado por China Federation of Literary & Art Circles | (Canción y mensajes para apoyar a quienes luchan contra el coronavirus) - junto a otros artistas |

## Premios y nominaciones
| Año  | Categoría  | Premio                 | Serie                  | Resultado |
| ---- | ---------- | ---------------------- | ---------------------- | --------- |
| 2009 | Best Actor | New Year Festiva Award | Youth in Flames of War | Ganó      |